# Richard Davis (músico techno)
Richard Davis (nacido en 1952) es un compositor y productor de música techno de Detroit. Está considerado como uno de los pioneros del género.
Veterano de la guerra de Vietnam, él y Juan Atkins se conocieron cuando estudiaban en el Washtenaw Community College. Después formaron un grupo musical, Cybotron, a comienzos de los años 1980. Davis también publicó música en solitario bajo el nombre 3070. Desde 1986, cuando Juan Atkins dejó el grupo, su carrera continuó en Cybotron en solitario, publicando varios discos en los años 1990. Desde la separación, su actividad creativa fue decayendo.